# Dorothy Fosdick
Dorothy Fosdick (Montclair, 17 de abril de 1913- Washington D. C., 5 de febrero de 1997) fue una experta en relaciones internacionales estadounidense.
Opuesta a la Unión Soviética y cercana colaboradora primero de Adlai Stevenson, con quien mantuvo un romance, y más tarde del congresista y senador Henry Martin «Scoop» Jackson, fue autora de obras como What Is Liberty? (1939) y Common Sense and World Affairs (1955).